# لیتل ایتالی (تورنتو)
لیتل ایتالی (انگلیسی: Little Italy, Toronto) که گاهی به آن خیابان کالج وست نیز می‌گویند، ناحیه‌ای در تورنتو، انتاریو، کانادا است.